# Tarbert (Kintyre)
Tarbert ist ein Ort auf der Kintyre-Halbinsel in der schottischen Council Area Argyll and Bute. Er liegt am Ufer von East Loch Tarbert, einer Bucht am Westufer von Loch Fyne. Tarbert ist 20 km von Lochgilphead entfernt. Im Jahr 2011 hatte es eine Bevölkerung von 1130 Einwohnern.

## Geschichte
Der Name stammt aus dem Gälischen und bedeutet Landenge. Im 6./7. Jahrhundert gehörte der Ort zum Königreich Dalriada der Skoten. In den Annalen von Ulster wird er im Jahr 731 unter dem Namen Tairpert zuerst erwähnt. 1098 ließ König Magnus Barfuß von Norwegen auf seinem ersten Schottland-Feldzug sein Langschiff von seinen Männern über den Isthmus ziehen. 
Aus dem 13., 14. und vor allem 16. Jahrhundert stammen die Ruinen von Tarbert Castle.

## Verkehr
In historischen Zeiten war die Verbindung über den Isthmus immer sehr wichtig, bot sie doch eine erhebliche Abkürzung auf dem Weg von Schottland zu den westlichen Inseln. Heute wird Tarpert von der A83 durchquert, welche die Halbinsel Kintyre an das Fernstraßennetz anbindet. In der Ortsmitte zweigt die A8015 nach Osten ab, die außer dem Fährhafen von Tarbert lediglich einige Siedlungen östlich des Ortes anbindet und am Ufer von Loch Fyne endet. Es gibt Fährverbindungen nach Portavadie am Ostufer von Loch Fyne auf der Halbinsel Cowal und nach Lochranza auf der Isle of Arran, letztere nur im Sommer.

## Wirtschaft
Haupterwerbszweig war stets die (Herings-)Fischerei, die heute gefährdet ist. Aus dem Jahr 1840 stammt der Hafen. Heute spielt der Tourismus an der zerklüfteten Küste mit ihren muschelübersäten Stränden eine immer wichtigere Rolle. Auch die Tweed-Produktion ist bedeutend. Die Regatta von Tarbert ist die zweitgrößte des Vereinigten Königreichs.

## Persönlichkeiten
- John MacDougall Hay (1879–1919), Pfarrer und Autor eines düsteren Romans (Gillespie, 1914) über einen fiktiven, für die damalige Zeit typischen Unternehmer in seiner (im Roman nicht genannten) Heimatstadt